# Лещинская, Надежда Юрьевна
Наде́жда Ю́рьевна Лещи́нская (род. 18 ноября 1984, Тольятти, Куйбышевская область) — российская бегунья, неоднократная чемпионка России по горному бегу, мастер спорта по лёгкой атлетике.

## Биография
В 2002 году окончила тольяттинскую школу № 83, в 2010 окончила Тольяттинский государственный университет.
Занималась лыжами, с 2006 по 2012 год принимала участие в лыжных гонках в Тольятти. С 2011 года принимает участие в легкоатлетических забегах. Воспитанница тольяттинской СДЮСШОР-3 и самарской ШВСМ-1. Тренеры Тимофеев В. П. и Тимофеева С.Р.

## Личные результаты

### Международные
| Год  | Соревнования                     | Место проведения        | Место | Результат  |
| ---- | -------------------------------- | ----------------------- | ----- | ---------- |
| 2012 | Чемпионат Европы по горному бегу | Памуккале, Турция       | 2     | 40:03      |
| 2016 | Белые ночи                       | Санкт-Петербург, Россия | 1     | 2:39:57,50 |
| 2017 | Белые ночи                       | Санкт-Петербург, Россия | 1     | 2:36:50    |
| 2018 | Белые ночи                       | Санкт-Петербург, Россия | 2     | 2:42:43    |

### Национальные
| Год  | Соревнования                                          | Место проведения | Место | Результат |
| ---- | ----------------------------------------------------- | ---------------- | ----- | --------- |
| 2010 | Чемпионат России по горному бегу (вверх-вниз)         | Токсово          | 1     | 38:44     |
| 2014 | Чемпионат России по горному бегу (вверх)              | Железноводск     | 4     | 44:02     |
| 2015 | Чемпионат России по горному бегу (вверх)              | Железноводск     | 2     | 44:19     |
| 2015 | Чемпионат России по горному бегу на длинную дистанцию | Красная Поляна   | 1     | 02:22:05  |
| 2016 | Чемпионат России по горному бегу на длинную дистанцию | Красная Поляна   | 1     | 02:20:15  |
| 2016 | Чемпионат России по горному бегу (вверх)              | Железноводск     | 1     | 41:10     |
| 2017 | Чемпионат России по горному бегу (вверх)              | Железноводск     | 1     | 40:22     |